# Битва при Туделе
В битве при Туделе (23 ноября 1808 года) имперская французская армия во главе с маршалом Жаном Ланном атаковала испанскую армию под командованием генерала Кастаньоса. Битва привела к полной победе франко-польских сил над испанцами. Она произошла неподалёку от Туделы в Наварре, Испания, во время Пиренейской войны, части более широкого конфликта, известного как Наполеоновские войны.
По оценкам историков, у испанцев из 33 тыс. человек погибло около 4 тыс. и 3 тыс. попали в плен. Французы и поляки потеряли не более 650 человек убитыми и ранеными из 31 тыс. человек. Это одна из битв, название которой высечено на Триумфальной арке в Париже.

## Предыстория
Мадридское восстание 2 мая 1808 года, сопровождавшееся обширными восстаниями по всей Испании, вынудило французов отступить до реки Эбро. У испанцев была возможность окончательно изгнать французов, но она была упущена из-за их неспособности назначить верховного главнокомандующего, в результате чего отдельные испанские силы продолжали действовать разрозненно и несогласованно.
Эти испанские силы состояли из армии генерала Хоакина Блейка на северном побережье, армии генерала Франсиско Хавьера Кастаньоса возле Туделы и армии генерала Хосе Ребольедо де Палафокса возле Сарагосы. Блейк активно атаковал французов, но его армия, атаковавшая французов под Бильбао, была побеждена в битве при Панкорбо 31 октября 1808 года.
Стратегия Наполеона состояла в том, чтобы нанести сильный удар по Бургосу, отделив армию Блейка от других, и обойти её с фланга, а затем разделиться и идти на север и юг. В его интересах было, чтобы испанцы сохранили уязвимые свои позиции. Поэтому стоящие перед ними французские войска получили приказ не атаковать. Таким образом, с октября по 21 ноября 1808 года 3-й корпус маршала Бона Адриена Жанно де Монсея неподвижно стоял перед армией Кастаньоса.
Испанские армии находились в постоянном движении, но без особых результатов. Большую часть времени Кастаньос болел, передавая руководство армией Палафоксу. Судя по всему, Палафокс не знал, как нужно действовать.

## Поле битвы
Поле битвы располагалось между Туделой и соседними холмами слева. Испанский фронт был развернут на холмах Санта-Барбара, Тудела, Торре-Монреаль, Санта-Китерия на вершине Кабезо-Майя, а также в деревнях Урзанте (ныне несуществующей), Мурчанте и Касканте. Между испанцами и французами находилась река Кейлес, приток Эбро.
Французы наступали от холмов Сьерсо.

## Перед битвой
21 ноября 1808 года Кастаньос находился возле Калаорры на Эбро между Логроньо и Туделой. В этот день французский 3-й корпус пересек Эбро в Логроньо и направился на восток к Калаорре; в то же время маршал Мишель Ней с 6-м корпусом достиг верховий долины Дуэро и направился в сторону Туделы.
Эти передвижения угрожали Кастаньосу быть захваченным между двумя армиями. Чтобы избежать этого, Кастаньос удалился в Туделу. Он решил защищаться на линии 17 км длиной, пролегающей на запад от Туделы вдоль Эбро, затем вдоль реки Кейлес до Касканте и, наконец, до Тарасоны у подножия горного массива Монкайо.
У Кастаньоса было недостаточно людей, чтобы держать фронт такой длины, поэтому он попросил помощи у генерала Хуана О’Нейла, у которого было два подразделения в Капарросо на восточном берегу Эбро. Поскольку О’Нейл находился под командованием Палафокса, он отказался двигаться без приказа начальства. Соответствующий приказ прибыл лишь в полдень 22 ноября. О’Нейл быстро двинулся на восточный берег Эбро напротив Туделы, но решил не переходить реку до следующего дня.
К вечеру 22 ноября 1808 года Кастаньос имел около 45 тыс. солдат в окрестностях Туделы, но очень немногие из них фактически находились на позиции. Кастаньос расположил 4-ю дивизию генерала Мануэля Лапеньи в 8 тыс. человек, в основном андалузцев, участвовавших в битве при Байлене, в Каскантеe, а генерала Гримареста с тремя дивизиями общей численностью 13-14 тыс. солдат в Тарасоне. Подразделение генерала Рока было на восточном берегу реки Эбро; там же находились ещё два подразделения — О’Нейла из Арагона и Фелипе Августо де Сен-Марка.
Большая часть сражений в битве за Туделу вели только три дивизии — Рока, О’Нейла и Сен-Марка, всего около 23 тыс. пехотинцев.
Со стороны французов в битве при Туделе участвовал только 3-й корпус. До 22 ноября 1808 года им командовал маршал Монсей. Однако с началом наступления Наполеон передал командование маршалу Жану Ланну. Этот корпус содержал чуть менее 34 тыс. человек из четырёх пехотных дивизий и трёх кавалерийских полков. Помимо них в битве участвовали пехотная дивизия дивизионного генерала Жозефа Лагранжа и кавалерийская бригада бригадного генерала Пьера Давида де Кольбер-Шабане из корпуса Нея.
В ночь на 22 ноября французская армия расположилась лагерем в Альфаро, в 17 километрах вверх по Эбро от Туделы.

## Битва
Утром 23 ноября 1808 года пехота Лагранжа и две кавалерийские бригады были направлены в Касканте. Остальные силы были отправлены вдоль Эбро в направлении Туделы.
В это время О’Нейл пытался перевести три своих дивизии через Эбро. Рока переправился первым и достиг своей позиции справа от испанского фронта, когда французы напали.
Дивизия Сен-Марка переправилась второй и также заняла позицию перед атакой.
К тому времени, когда дивизия О’Нейла начала переправляться через реку, ей пришлось сражаться с французскими стрелками, которые находились на вершине хребта Кабесо Малла.
Поначалу атаку осуществлял лишь авангард французов, пока не выяснилось, что испанцы ещё не заняли свои позиции. Хотя это нападение было отражено, оно показало слабость положения испанцев, особенно на 5-километровом разрыве между силами Кастаньоса и Лапеньи в Касканте.
Исход битва в конечном итоге был определён действиями Лапеньи и Гримареста. К полудню 23 ноября 1808 года они получили приказ переместиться: Лапенья чтобы закрыть разрыв в Туделе, а Гримарест в Касканте. Оба они не выполнили эти приказы, если не считать того, что Лапенья перебросил два батальона и отряд провинциальных гренадеров в Урзанте. Отсутствие инициативы со стороны Лапеньи позволило французским кавалерийским бригадам Кольбера и бригадного генерала Александра Элизабет Мишель Дижона удерживать его на одном месте.
Вторая французская атака проводилась гораздо большими силами. На левом фланге войска дивизионного генерала Антуана Морло атаковали дивизию Рока на высотах над Туделой. С правой стороны французской дивизионный генерал Морис Матьё пошёл в лобовую атаку на уступающую ему по численности дивизию О’Нейла, одновременно совершая обходные действия. Атаки как слева, так и справа были успешными, и обе испанские дивизии были оттеснены с занимаемых ими позиций на хребтах.
Затем французская кавалерия под командованием дивизионного генерала Шарля Лефевр-Денуэтта атаковала брешь между Рока и Сен-Марком, что привело к тому, что правый фланг испансцев полностью развалился.
Лапенья и Гримарест наконец-то объединились в Касканте в конце дня, после чего у них в общей сложности было 21 тыс. человек против дивизии Лагранжа, в которой было 6 тыс. человек плюс силы Кольбера и Дижона. Однако после поражения остальной части испанской армии Лапенья и Гримарест удалились с наступлением темноты. Об их командовании можно судить по цифрам испанских потерь: всего 200 убитых слева по сравнению с 3 тыс. убитых и 1 тыс. пленных справа.

## Итог
Испанские армии с левого и правого флангов бежали из Туделы в двух направлениях. Арагонские силы справа направились в Сарагосу, где они будут оказывать помощь во второй осаде Сарагосы, начиная с 20 декабря 1808 года. Практически нетронутый испанский левый фланг двинулся в сторону Мадрида, чтобы защитить этот город.
Наполеон, однако, перемещался быстрее, и после разгрома небольшой испанской армии в битве при Сомосьерре 30 ноября 1808 года прибыл в Мадрид 1 декабря 1808 года.
Стратегия Наполеона в конечном итоге завершилась полным успехом; Мадрид был в его руках. Затем он начал готовиться к завоеванию Португалии.